# Past Masters Volume 2
Past Masters Volume 2 är ett samlingsalbum av The Beatles 1988 från åren 1965 till 1970. Alla låtar har släppts som singlar utom "Across the Universe". Alla låtar är i stereo utom You Know My Name (Look Up The Number).
När Beatles LP-skivor första gången fördes över till CD 1987-88 blev det s.a.s. låtar över - främst singellåtar som aldrig kommit med på någon LP. Dessa gavs ut som två extraskivor med titeln Past Masters - volume 1 och 2. Vid nyutgåvan av Beatles CD-skivor i remastrat skick 2009 har dessa sammanförts till en enda dubbel-CD, som både säljs separat och som del av den s.k. stereoboxen. I den s.k. monoboxen ingår en liknande dubbel-CD Mono Masters med ursprungliga monomixar. Denna säljs dock inte separat.
Day Tripper/We Can Work It Out gavs ut som dubbelsidig singel 1965, Paperback Writer/Rain 1966 och Lady Madonna/The Inner Light på våren 1968. Singeln Hey Jude från 1968 hade som baksida en rockig version av låten Revolution. En annan mer stillsam version av samma låt kom med på dubbel-LP:n The Beatles (White Album) 1968 med titeln Revolution 1. 
På våren 1969 kom singeln Get Back/Don't Let Me Down. Denna gavs ut i mono i Europa men i stereo i USA. En annan mixning av Get Back kom 1970 med på LP:n Let It Be. The Ballad of John and Yoko/Old Brown Shoe släpptes senare på våren 1969 och detta var den första Beatlessingel som gavs ut i stereo i Europa. Beatles sista officiella singel var Let It Be/You Know My Name (Look Up The Number) från våren 1970. Låten Let It Be kom också att bli titelspår på gruppens sista LP Let It Be, men där finns en annan mixning av låten. Baksidan You Know My Name (Look Up The Number) hade huvudsakligen spelats in redan 1967 med Rolling Stones-medlemmen Brian Jones på saxofon. Trots att det från början rörde sig om en mångkanalinspelning var denna baksida i mono.
Across The Universe spelades in redan i början av 1968. En första mixning med fåglar och barnkör kom i slutet av 1969 med på No One's Gonna Change Our World, en välgörenhets-LP utgiven av World Wild Life Fund. En annan mixning av denna låt kom senare med på LP:n Let It Be på våren 1970. 

## Låtförteckning
Alla låtar är skrivna av John Lennon och Paul McCartney om inte annat anges.
1. "Day Tripper"
2. "We Can Work It Out"
3. "Paperback Writer"
4. "Rain"
5. "Lady Madonna"
6. "The Inner Light" (George Harrison med text efter Lao Zi)
7. "Hey Jude"
8. "Revolution"
9. "Get Back"
10. "Don't Let Me Down"
11. "The Ballad of John and Yoko"
12. "Old Brown Shoe" (George Harrison).
13. "Across the Universe"
14. "Let It Be"
15. "You Know My Name (Look Up the Number)" (mono)